# Telemofila
Telemofila là một chi nhện trong họ Telemidae.